# 東経63度線
東経63度線（とうけい63どせん）は、本初子午線面から東へ63度の角度を成す経線である。北極点から北極海、ヨーロッパ、アジア、インド洋、南極海、南極大陸を通過して南極点までを結ぶ。東経63度線は、西経117度線と共に大円を形成する。

## 通過する地域一覧
東経63度線は、北極点から南極点まで南に向かって以下の場所を通っている。
| 地理座標                                             | 国土・領土・領海 | 備考                                                  |
| ---------------------------------------------------- | ---------------- | ----------------------------------------------------- |
| 北緯90度0分 東経63度0分 / 北緯90.000度 東経63.000度  | 北極海           |                                                       |
| 北緯81度42分 東経63度0分 / 北緯81.700度 東経63.000度 | ロシア           | エヴァ・リヴ島（ゼムリャフランツァヨシファ）          |
| 北緯81度34分 東経63度0分 / 北緯81.567度 東経63.000度 | 北極海           |                                                       |
| 北緯80度53分 東経63度0分 / 北緯80.883度 東経63.000度 | ロシア           | グレエムベル島（ゼムリャフランツァヨシファ）          |
| 北緯80度40分 東経63度0分 / 北緯80.667度 東経63.000度 | バレンツ海       |                                                       |
| 北緯76度14分 東経63度0分 / 北緯76.233度 東経63.000度 | ロシア           | セヴェルヌィ島（ノヴァヤゼムリャ）                    |
| 北緯75度33分 東経63度0分 / 北緯75.550度 東経63.000度 | カラ海           |                                                       |
| 北緯69度42分 東経63度0分 / 北緯69.700度 東経63.000度 | ロシア           |                                                       |
| 北緯54度6分 東経63度0分 / 北緯54.100度 東経63.000度  | カザフスタン     |                                                       |
| 北緯43度37分 東経63度0分 / 北緯43.617度 東経63.000度 | ウズベキスタン   |                                                       |
| 北緯39度40分 東経63度0分 / 北緯39.667度 東経63.000度 | トルクメニスタン |                                                       |
| 北緯35度25分 東経63度0分 / 北緯35.417度 東経63.000度 | アフガニスタン   |                                                       |
| 北緯29度26分 東経63度0分 / 北緯29.433度 東経63.000度 | パキスタン       | バローチスターン州                                    |
| 北緯27度12分 東経63度0分 / 北緯27.200度 東経63.000度 | イラン           |                                                       |
| 北緯26度39分 東経63度0分 / 北緯26.650度 東経63.000度 | パキスタン       | バローチスターン州                                    |
| 北緯25度12分 東経63度0分 / 北緯25.200度 東経63.000度 | インド洋         | ロドリゲス島（ モーリシャス）のすぐ西を通過           |
| 南緯60度0分 東経63度0分 / 南緯60.000度 東経63.000度  | 南極海           |                                                       |
| 南緯67度36分 東経63度0分 / 南緯67.600度 東経63.000度 | 南極大陸         | オーストラリア南極領土（ オーストラリアが領有権主張） |